# Евтодьева, Мария Яковлевна
Мария Яковлевна Евтодьева (28 августа 1911 года, Таганрог, Ростовская область ― 15 августа 2007 года, Ростов-на-Дону) ― советский, российский педиатр, доктор медицинских наук, профессор, заведующий кафедрой детских болезней Ростовского медицинского института.

## Биография
Мария Яковлевна родилась 28 августа 1911 года, Таганроге в семье служащих. В 1932 году окончила фельдшерско-акушерское училище. Окончила с отличием Ростовский государственный медицинский институт в 1937 году. Мария Яковлевна Евтодьева работала на Дальнем Востоке.
В годы Великой Отечественной войны работала врачом военного госпиталя.
С 1945 года Мария Яковлевна ― ассистент кафедры детских болезней Ростовского медицинского института.
В 1948 году защитила кандидатскую диссертацию, руководитель, профессор И. Я. Серебрийский, М. Я. Евтодьева была его ученицей.
В 1961 году защитила докторскую диссертацию «Бактериальные свойства кожи у детей» (научный консультант профессор А. Е. Эссель) и вскоре ей присвоили звание профессора.
В 1965 году  Мария Яковлевна Евтодьева была избрана заведующей кафедрой детских болезней Ростовского медицинского института.
Мария Яковлевна опубликовала около 300 научных работ, из них более 30 учебных пособий и рекомендаций, 5 изобретений и 5 монографий. Из изданных ею монографий особого внимания заслуживает «Атлас клеток крови при фазово-контрастной микроскопии», который был включён отдельной главой в уникальное руководство «Клиническая гематология» под редакцией И. А. Кассирского.
Под её руководством подготовлены 4 доктора медицинских наук и 28 кандидатов наук.
М. Я. Евтодьева в течение 28 лет была председателем Ростовского филиала Всероссийского научного общества детских врачей, членом Правления Всероссийского научного общества педиатров.
Награждена медалями СССР, почётным знаком «Изобретатель СССР», медалью ВДНХ «За успехи в народном хозяйстве», медалью имени Ломоносова за популяризацию медицинских знаний и валеологии (2004).
Мария Яковлевна неоднократно была награждена грамотами и благодарственными письмами от ректора, городских и областных органов управления, Министерства здравоохранения РФ.

## Награды и звания
- Почётным знаком «Изобретатель СССР»

- Медаль имени Ломоносова за популяризацию медицинских знаний и валеологии (2004)

- Медаль ВДНХ «За успехи в народном хозяйстве»

- Медали СССР

- Доктор медицинских наук

- Профессор

- Грамоты и благодарственные письма от ректора, городских и областных органов управления, Министерства здравоохранения РФ.